# Жуков, Александр Петрович (спасатель)
Алекса́ндр Петро́вич Жу́ков (род. 25 октября 1959, Коммунар, Сталинская область) — российский военный спасатель, полковник, Герой Российской Федерации.

## Биография
В детстве переехал вместе с семьей в Орловскую область. Окончил Знаменскую школу-интернат, а также авиаклуб ДОСААФ. После окончания срочной службы в рядах Вооружённых Сил остался на сверхсрочную в качестве укладчика парашютов в ВВС. Окончил экстерном военное училище, а также школу тренеров при Ленинградском институте физкультуры имени П. Ф. Лесгафта.
С ноября 1994 по май 1996 года участвовал в боевых операциях первой чеченской войны в качестве начальника парашютно-десантной подготовки и поисково-спасательной службы управления авиации Северо-Кавказского военного округа. На его счету несколько десятков десантирований в тыл боевиков для поиска и спасения экипажей сбитых самолётов и вертолётов, эвакуации окружённых групп и подразделений российских войск, вывоза раненых с поля боя.
Мастер спорта, парашютист высокого класса. Совершил свыше 6500 парашютных прыжков, освоил все парашютные системы, находящиеся на вооружении Российской армии, подготовил десятки высококлассных специалистов. Привлекался к испытаниям новых парашютных систем, в том числе совершал уникальные прыжки со сверхмалых высот.
С октября 1999 года участвовал в боях второй чеченской войны, выполняя те же самые задачи, что и четыре года назад. В частности, 15 октября 1999 года в районе станицы Серноводская обнаружил окружённую группу в составе 11 военнослужащих и под огнём боевиков произвёл их эвакуацию вертолётами без потерь.

### Спасение разведчиков752-го полка3-й мотострелковой дивизии
30 января 2000 года подполковник Жуков возглавлял поисково-спасательную операцию по спасению окружённой разведгруппы 752-го полка 3-й мотострелковой дивизии. В районе населённого пункта Харсеной в Аргунском ущелье разведчики попали в засаду и, имея трёх тяжелораненых, уходили от преследования. Жуков вывел на место расположения группы дежурную группу транспортно-боевых вертолётов Ми-8 под прикрытием звена вертолётов огневой поддержки Ми-24. Несмотря на то, что разведчики вели бой с окружившими их боевиками, Жуков начал спасательную операцию и для её организации сам на лебёдке спустился на землю. Однако пока на борт лебёдкой был поднят первый тяжелораненый солдат, вертолёт получил множество пулевых попаданий. Во избежание гибели вертолёта Жуков приказал прекратить операцию и сам с оружием в руках присоединился к разведчикам.
Произведя корректировку огня ударных вертолётов по окружившим боевикам, Жуков обеспечил прорыв группы из вражеского кольца. Группе удалось оторваться от боевиков и на следующий день, 31 января, по вызову вертолёты прибыли вновь. На этот раз удалось эвакуировать почти всех. Однако по рокоту вертолётов боевики определили место эвакуации и вновь атаковали бойцов. Оба спасательных Ми-8 попали под обстрел, и возникла угроза их падения. Для спасения лётчиков и разведчиков Жуков дал команду на срочный уход вертолётов, а сам остался вновь на земле с офицером спасательной службы транспортного боевого вертолётного полка, капитаном Анатолием Могутновым, и последним оставшимся разведчиком, сержантом Дмитрием Суслиным. Вместе они попытались прорваться из вражеского кольца, но все трое получили тяжёлые ранения и были захвачены в плен.

### В чеченском плену
В плену подвергался жестоким избиениям и пыткам. Захвативший их чеченский полевой командир Салаудин Тимирбулатов (кличка «Тракторист», известный своими съёмками на видео при обезглавливании пленных солдат) требовал осуждения перед западными журналистами политики России в Чечне, выдачи кодов вызова российских вертолётов, а также перехода в ислам. Жукова не убивали в надежде получить эти сведения, либо обменять его на родственника одного из полевых командиров. Затем его передали в отряд крупного полевого командира Арби Бараева. Всего находился в плену 47 суток.
27 февраля 2000 года состоялась неудачная попытка обмена с боевиками троих пленных на пленных боевиков, в ходе которой завязалась перестрелка и были освобождены только Могутнов и Суслин.

### Освобождение
В марте 2000 года Жуков доставлен боевиками в село Комсомольское. Однако там крупные силы боевиков были окружены российскими войсками, которые проводили операцию по их блокированию и уничтожению. При попытке прорыва из села в ночном бою с 19 на 20 марта 2000 года боевики, опасаясь растяжек и мин-ловушек, поставили пленного впереди себя в качестве живого щита. Попав под перекрёстный огонь, Жуков получил четыре тяжёлых пулевых ранения — в оба предплечья, в коленную чашечку и в грудь. При этом он упал в канаву с водой, но, пересиливая боль, закричал: «Ребята, я свой. Подполковник Жуков!.. Помогите!» Чудом выживший офицер был доставлен в госпиталь в критическом состоянии.

### Дальнейшая карьера
За жизнь и здоровье офицера боролись две бригады врачей Ростовского окружного военного госпиталя в составе хирурга высшей категории Владимира Шачкина, старшего ординатора Артёма Радаева, хирургов Сергея Соколова и Максима Максимова. Хотя поначалу врачи не верили в возможность спасти жизнь офицера, он не только выжил, но и постоянными изнуряющими тренировками восстановил физическую форму, отказался от инвалидности и вернулся в строй после 8 месяцев лечения в госпиталях.

Как только Жуков пришёл в сознание после перенесенных операций, я
навестил его в реанимационном отделении полевого госпиталя в Ханкале. Офицер
был очень слаб, бледен, но держался молодцом. И даже пожелал принять участие
в выборах Президента России — сам заполнил бюллетень, едва шевелящимися
пальцами правой руки.
— Геннадий Трошев. «Моя война. Чеченский дневник окопного генерала», воспоминания, книга
В январе 2001 года Жуков был приглашён в Нальчик Верховным судом Кабардино-Балкарии, где слушалось дело чеченского командира Салаутдина Темирбулатова, боевики которого взяли в плен Жукова. Темирбулатов на суде отрицал свою причастность к похищению людей и содержанию их в плену, однако Жуков дал показания, свидетельствующие против него.
23 февраля 2001 года в Кремле подполковнику Жукову была вручена Золотая Звезда Героя Российской Федерации. В том же году он совершил первый парашютный прыжок после выздоровления. С 2001 года Жуков проходил службу в инспекции ВВС Северо-Кавказского военного округа.
С 2003 года полковник Жуков является начальником группы в Федеральном управлении авиационно-космического поиска и спасения при Министерстве обороны Российской Федерации.
В настоящее время Александр Петрович трудится в ООО «НИИ Транснефть» (дочернее общество ПАО «ТРАНСНЕФТЬ»).

## Семья
- Жена Рита, дочь Мария, сын.

## Награды
- Герой Российской Федерации (7 июня 2000) — за мужество и героизм, проявленные в ходе проведения контртеррористической операции на территории Северо-Кавказского региона[7]
- Медаль ордена «За заслуги перед Отечеством» II степени — за мужество и отвагу при выполнении специального задания в феврале 1995 года
- Медаль «За отвагу»
- Медаль «За воинскую доблесть» (Минобороны России)
- Медаль «За миротворческую деятельность»